# Stazione di Kitanoda
La stazione di Kitanoda (北野田駅?, Kitanoda-eki) è una stazione ferroviaria della città di Sakai, nella prefettura di Osaka situata nel quartiere di Higashi-ku, è gestita dalle Ferrovie Nankai e servita dalla linea Kōya; fermano tutti i treni tranne gli espressi limitati.

## Linee e servizi
Ferrovie Nankai
● Linea Nankai Kōya

## Struttura
La stazione è dotata di due marciapiedi a isola e quattro binari passanti. I marciapiedi sono collegati al fabbricato viaggiatori da scale mobili, fisse e ascensori, e all'interno della stazione sono presenti diversi servizi.
| 1-2 | ● Linea Nankai Kōya | per Kongō, Kawachinagano, Hashimoto e Kōyasan     |
| 3-4 | ● Linea Nankai Kōya | per Nakamozu, Sakai-Higashi, Shin-Imamiya e Namba |

## Stazioni adiacenti
| «                 | Servizio               | »                 |
| Linea Nankai Kōya | Linea Nankai Kōya      | Linea Nankai Kōya |
| ----------------- | ---------------------- | ----------------- |
| Hagiharatenjin    | Locale                 | Sayama            |
| Hagiharatenjin    | Semiespresso           | Sayama            |
| Sakai-Higashi     | Semiesp. Sez.          | Sayama            |
| Sakai-Higashi     | Espresso               | Kongō             |
| Sakai-Higashi     | Espresso Rapido        | Kongō             |
| Transito          | Espr. Lim. Kōya/Rinkan | Transito          |